# Cruz de Piedra (Sonora)
Cruz de Piedra es una localidad tipo congregación del municipio de Empalme ubicada en el sur del estado mexicano de Sonora, cercano a la costa con el mar de Cortés. La localidad es la séptima localidad más poblada del municipio, ya que según los datos del Censo de Población y Vivienda realizado en 2020 por el Instituto Nacional de Estadística y Geografía (INEGI), Cruz de Piedra tiene un total de 922 habitantes.

## Geografía
Cruz de Piedra se sitúa en las coordenadas geográficas 27°57'04.3" de latitud norte y 110°40'37.7" de longitud oeste del meridiano de Greenwich, a una elevación de 17 metros sobre el nivel del mar.